# Brian Geraghty
Brian Timothy Geraghty (Toms River, 1975. május 13. –) amerikai színész.
Ismertebb alakításai voltak a Bőrnyakúak (2005), A bombák földjén (2008) és a Kényszerleszállás (2012) című filmekben. 2013-ban visszatérő szerepben volt látható a HBO Boardwalk Empire – Gengszterkorzó című történelmi drámasorozatában. 2014 és 2020 között az NBC Bűnös Chicago sorozatában tűnt fel állandó szereplőként.

## Élete és pályafutása
Toms Riverben, New Jerseyben született, családja ír származású. 1993-ban érettségizett a Toms River High School East középfokú tanintézményben, majd a Neighborhood Playhouse School of Theatre drámaiskola növendéke lett. Szakmai pályafutását New York-ban kezdte, később Los Angelesbe költözött. Mileőtt színész lett, szörfoktatóként is tevékenykedett.
1999-ben kisebb szerepeket vállalt az Esküdt ellenségek és a Maffiózók egy-egy epizódjában. A 2000-es évek folyamán feltűnt a Bőrnyakúak (2005), a Bobby Kennedy – A végzetes nap (2006), a Hullámtörők (2006), a Több, mint sport (2006) és A bombák földjén (2008) című filmekben. 
2013-ban Knox ügynököt alakította a Boardwalk Empire – Gengszterkorzó bűnügyi drámasorozatban. 2014-től Sean Roman szerepét kapta meg a Bűnös Chicago című sorozatban. A kapcsolódó Lángoló Chicago és Chicago Med című műsorokban is játszott. 2018-tól Az elmeorvos című történelmi drámasorozatban Theodore Rooseveltet formálta meg.

## Filmográfia

### Film
| Év   | Magyar cím                                      | Eredeti cím                                | Szerep              | Magyar hang     |
| ---- | ----------------------------------------------- | ------------------------------------------ | ------------------- | --------------- |
| 2002 |                                                 | Petty Crimes                               | újonc rendőr        |                 |
| 2002 |                                                 | Town Diary                                 | Frank Ryan fiatalon |                 |
| 2003 |                                                 | Earl & Puppy (rövidfilm)                   | Terry               |                 |
| 2004 | Határtalan szerelem                             | Stateside                                  | Chris               |                 |
| 2005 | A nő másik arca                                 | Conversations with Other Women             | vőlegény            |                 |
| 2005 |                                                 | Cruel World                                | Collin              |                 |
| 2005 | Bőrnyakúak                                      | Jarhead                                    | Fergus O'Donnell    | Markovics Tamás |
| 2006 | Ízlésficam                                      | Art School Confidential                    | Stoob               |                 |
| 2006 | Bobby Kennedy – A végzetes nap                  | Bobby                                      | Jimmy               | Molnár Levente  |
| 2006 | A rég elveszett fiú                             | The Elder Son                              | Greg                | Markovics Tamás |
| 2006 | Hullámtörők                                     | The Guardian                               | Billy Hodge         | Csőre Gábor     |
| 2006 | Több, mint sport                                | We Are Marshall                            | Tom Bogdan          | Hujber Ferenc   |
| 2006 | Ismeretlen hívás                                | When a Stranger Calls                      | Bobby               | Molnár Levente  |
| 2007 | An American Crime: Bűnök                        | An American Crime                          | Bradley             |                 |
| 2007 | Tudom, ki ölt meg                               | I Know Who Killed Me                       | Jerrod Pointer      | Markovics Tamás |
| 2008 | A bombák földjén                                | The Hurt Locker                            | Owen Eldridge       | Markovics Tamás |
| 2008 | Piszkos románc                                  | Love Lies Bleeding                         | Duke                |                 |
| 2009 | Gyakorlat teszi                                 | Easier with Practice                       | Davy Mitchell       |                 |
| 2010 |                                                 | Bastard (rövidfilm)                        | férfi               |                 |
| 2010 | A kaméleon                                      | The Chameleon                              | Brian Jansen        |                 |
| 2010 |                                                 | Krews                                      | Henry McFarlin      |                 |
| 2010 |                                                 | Open House                                 | David               |                 |
| 2010 |                                                 | The Second Bakery Attack (rövidfilm)       | Dan                 | Short film      |
| 2011 |                                                 | Seven Days in Utopia                       | Jake                |                 |
| 2011 | Újra együtt                                     | 10 Years                                   | Garrity Liamsworth  | Markovics Tamás |
| 2012 |                                                 | ATM                                        | David Hargrove      |                 |
| 2012 | Kényszerleszállás                               | Flight'                                    | Ken Evans           | Varju Kálmán    |
| 2012 |                                                 | Refuge                                     | Sam                 |                 |
| 2013 | Bambanők akcióban                               | Ass Backwards                              | Brian Hickman       | Markovics Tamás |
| 2013 |                                                 | Kilimanjaro                                | Doug                |                 |
| 2014 | Szex és haverok                                 | Date and Switch                            | Lars                | Oroszi Tamás    |
| 2014 |                                                 | The Identical                              | William Hemsley     |                 |
| 2014 | Írók a pácban                                   | Loitering with Intent                      | Devon               | Molnár Levente  |
| 2014 |                                                 | WildLike                                   | nagybácsi           |                 |
| 2017 |                                                 | My Days of Mercy                           | Weldon              |                 |
| 2017 |                                                 | Avenues                                    | Jack                |                 |
| 2018 |                                                 | The Standoff at Sparrow Creek              | Noah                |                 |
| 2019 | Átkozottul veszett, sokkolóan gonosz és hitvány | Extremely Wicked, Shockingly Evil and Vile | Dan Dowd            | Kovács Lehel    |
| 2019 |                                                 | Faith                                      | Chris               |                 |
| 2020 |                                                 | Blindfire                                  | Will Bishop         |                 |
| 2024 | A bosszú vérvörös keze                          | Red Right Hand                             | Hollister seriff    | Hám Bertalan    |
| 2024 |                                                 | The Luckiest Man in America                | ismeretlen szerep   |                 |

### Televízió
| Év        | Magyar cím                               | Eredeti cím                       | Szerep                     | Megjegyzések                                                    |
| --------- | ---------------------------------------- | --------------------------------- | -------------------------- | --------------------------------------------------------------- |
| 1999      | Esküdt ellenségek                        | Law & Order                       | Phillip Ludwick            | 1 epizód                                                        |
| 1999      | Maffiózók                                | The Sopranos                      | pultos                     | 1 epizód                                                        |
| 2001      | Ed                                       | Ed                                | Ari                        | 1 epizód                                                        |
| 2010–2015 | Esküdt ellenségek: Különleges ügyosztály | Law & Order: Special Victims Unit | Peter Butler / Sean Roman  | 2 epizód                                                        |
| 2012      | True Blood – Inni és élni hagyni         | True Blood                        | Brian Eller                | 3 epizód                                                        |
| 2013      | Boardwalk Empire – Gengszterkorzó        | Boardwalk Empire                  | Warren Knox / Jim Tolliver | 10 epizód                                                       |
| 2014      | Ray Donovan                              | Ray Donovan                       | Jim Halloran               | 9 epizód                                                        |
| 2014–2020 | Bűnös Chicago                            | Chicago P.D.                      | Sean Roman                 | - főszereplő (2–3. évad) - vendégszereplő (7. évad)             |
| 2014–2020 | Lángoló Chicago                          | Chicago Fire                      | Sean Roman                 | visszatérő szereplő (9 epizód)                                  |
| 2015–2016 | Chicago Med                              | Chicago Med                       | Sean Roman                 | vendégszereplő (3 epizód)                                       |
| 2018      | Az elmeorvos                             | The Alienist                      | Theodore Roosevelt         | főszereplő (10 epizód)                                          |
| 2019–2020 |                                          | Briarpatch                        | Gene Colder                | főszereplő (10 epizód)                                          |
| 2020      |                                          | The Fugitive                      | Colin Murphy               | főszereplő (14 epizód)                                          |
| 2020–2022 | Végtelen égbolt                          | Big Sky                           | Ronald Pergman             | főszereplő                                                      |
| 2022      | Gaslit – A Watergate-botrány             | Gaslit                            | Peter                      | minisorozat (2 epizód)                                          |
| 2022      | 1923                                     | 1923                              | Zane Davis                 | - minisorozat (főszereplő) - magyar hangja: - Kádár-Szabó Bence |

## Fontosabb díjak és jelölések
| Év   | Díj                     | Kategória                            | Jelölt mű                         | Eredmény |
| ---- | ----------------------- | ------------------------------------ | --------------------------------- | -------- |
| 2007 | Screen Actors Guild-díj | legjobb szereplőgárda (mozifilm)     | Bobby Kennedy – A végzetes nap    | Jelölve  |
| 2010 | Screen Actors Guild-díj | legjobb szereplőgárda (mozifilm)     | A bombák földjén                  | Jelölve  |
| 2014 | Screen Actors Guild-díj | legjobb szereplőgárda (drámasorozat) | Boardwalk Empire – Gengszterkorzó | Jelölve  |

## Fordítás
- Ez a szócikk részben vagy egészben  a   Brian Geraghty című angol Wikipédia-szócikk fordításán alapul.  Az eredeti cikk szerkesztőit annak laptörténete sorolja fel. Ez a jelzés csupán a megfogalmazás eredetét és a szerzői jogokat jelzi, nem szolgál a cikkben szereplő információk forrásmegjelöléseként.